# Gordeltiran
De gordeltiran (Xenotriccus callizonus) is een zangvogel uit de familie Tyrannidae (tirannen). De vogel werd in 1926 in Guatemala gevangen en in 1927 geldig beschreven door de Amerikaanse ornithologen Jonathan Dwight en Ludlow Griscom.

## Kenmerken
De vogel is 11,5 tot 12,5 cm lang. Het is een opvallend soort Amerikaanse vliegenvanger (tiran) met een kuifje en een druppelvormige lichte ring rond het oog. Van boven is de vogel olijfkleurig bruin, de vleugelveren zijn donker met een dubbele kaneelkleurige vleugelstreep. Het meest opvallende kenmerk is de kaneelkleurige band ("gordel") over de borst. De keel is vuilwit en de buik is licht citroengeel.

## Verspreiding en leefgebied
Deze soort komt voor in Zuid-Mexico (deelstaat Chiapas), Guatemala tot in en noordwestelijk El Salvador. Het leefgebied is dicht struikgewas in montane bosgebieden tussen de 1200 en 2000 meter boven zeeniveau.

## Status
De grootte van de populatie werd in 2017 door BirdLife International geschat op 20 tot 50 duizend individuen en de populatie-aantallen nemen af door habitatverlies. Het leefgebied wordt aangetast door ontbossing, waarbij natuurlijk bos wordt omgezet in gebied voor agrarisch gebruik, zoals de aanleg van koffieplantages of omzetting in gebied voor beweiding. Omdat de snelheid van afname redelijk beperkt is staat deze soort als niet bedreigd op de Rode Lijst van de IUCN.